# Delomys sublineatus
Delomys sublineatus (Thomas, 1903) è un roditore della famiglia dei Cricetidi endemico del Brasile.

## Descrizione

### Dimensioni
Roditore di piccole dimensioni, con la lunghezza della testa e del corpo tra 110 e 138 mm, la lunghezza della coda tra 90 e 116 mm, la lunghezza del piede tra 25 e 29 mm, la lunghezza delle orecchie tra 20 e 22 mm e un peso fino a 83 g.

### Aspetto
La pelliccia è relativamente corta e ruvida. Le parti dorsali sono giallastre brizzolate spesso con una striscia dorsale scura, mentre le parti ventrali sono biancastre o grigie chiare con la base dei peli grigia. Una banda laterale giallastra separa le due colorazioni lungo i fianchi. Le vibrisse sono relativamente corte. Il dorso dei piedi è ricoperto di peli bianchi. La coda è più corta della testa e del corpo, è scura sopra e più chiara sotto. Le femmine hanno un paio di mammelle ascellari, un paio pettorale, un paio addominale e un paio inguinale. Il cariotipo è 2n=72 FN=90.

## Distribuzione e habitat
Questa specie è diffuso negli stati brasiliani sud-orientali di Minas Gerais, Espírito Santo, Paraná, Rio de Janeiro, San Paolo e Santa Catarina.
Vive nelle foreste a circa 500 metri di altitudine.

## Conservazione
La IUCN Red List, considerato il vasto areale, la popolazione presumibilmente numerosa e relativamente comune e la presenza in diverse aree protette, classifica D.sublineatus come specie a rischio minimo (Least Concern).